# Kinderwagen (Film)
Kinderwagen (Barnvagnen, 1963) ist der erste Langspielfilm des schwedischen Regisseurs Bo Widerberg. Fotografiert hat das visuell verspielte Werk der Schwedischen Neuen Welle der später zum Regisseur gewordene Jan Troell. Fragmentierte oder abgeschnittene Szenen, Sätze und Gesten von Figuren oder Einstellungen, unerwartete Ereignisse fordern den Zuschauer laufend heraus. Seine deutsche Erstaufführung hatte der Film am 5. April 1969 im WDR Fernsehen.

## Handlung
Die junge Britt wohnt noch bei ihren Eltern und arbeitet in einer Textilfabrik. Eines Tages begegnet ihr auf der Straße der Gymnasiast Björn, der ein antikonformistisches Verhalten an den Tag legt und sie einen Tag lang begleitet. Obwohl er den Wunsch hat, sie am nächsten Tag wiederzusehen, verlieren sie sich aus den Augen. Bald begegnet Britt dem Rocksänger Robban, der sie mit seinem Auto zu einem abgelegenen Landhaus fährt und ihr auf seiner Gitarre vorspielt. Sie schlafen zusammen auf dem Rücksitz des Wagens.
Am nächsten Tag eilt Robban zu seinem nächsten Auftritt und setzt sie in der Stadt ab, ohne sich wieder bei ihr zu melden. Nach einiger Zeit bemerkt Britt, dass sie schwanger ist. Robban nimmt die Nachricht, Vater zu werden, kühl auf und zeigt kein weiteres Interesse an Britt. Sie verlässt die Wohnung der Eltern, bezieht eine eigene und nimmt eine neue Stelle in einem kleinen Laden auf. Währenddessen hat Björn einen Disput mit seiner Mutter. Er findet Schweden beengt und lächerlich und schwärmt von Paris; seine Mutter wirft ihm naives Idealistentum vor. Zufällig entdeckt er Britt im Schaufenster des Ladens beim Scheibenputzen. Fortan verbringen er und die schwangere Britt jede freie Minute miteinander und sind glücklich und zärtlich. Sie kümmern sich eines Abends um das schreiende Kind einer abwesenden Nachbarin. Als Björn jedoch Britt zu Sex drängen will, kommt es zu einem Zerwürfnis, weil sie sich noch nicht bereit fühlt. Britt bringt das Kind zur Welt. Ihre Mutter bietet ihr an, wieder bei ihnen einzuziehen, aber sie schätzt ihre Selbstständigkeit. Robban bekundet plötzlich Interesse an ihr und dem Kind, doch sie gesteht ihm nur Besuche und Unterhaltszahlungen zu.

## Kritik
„Formal beachtliche Gesellschaftskritik, die das Verhalten der Jugendlichen aus dem maroden Zustand der Familien ableitet.“